# Coaliție

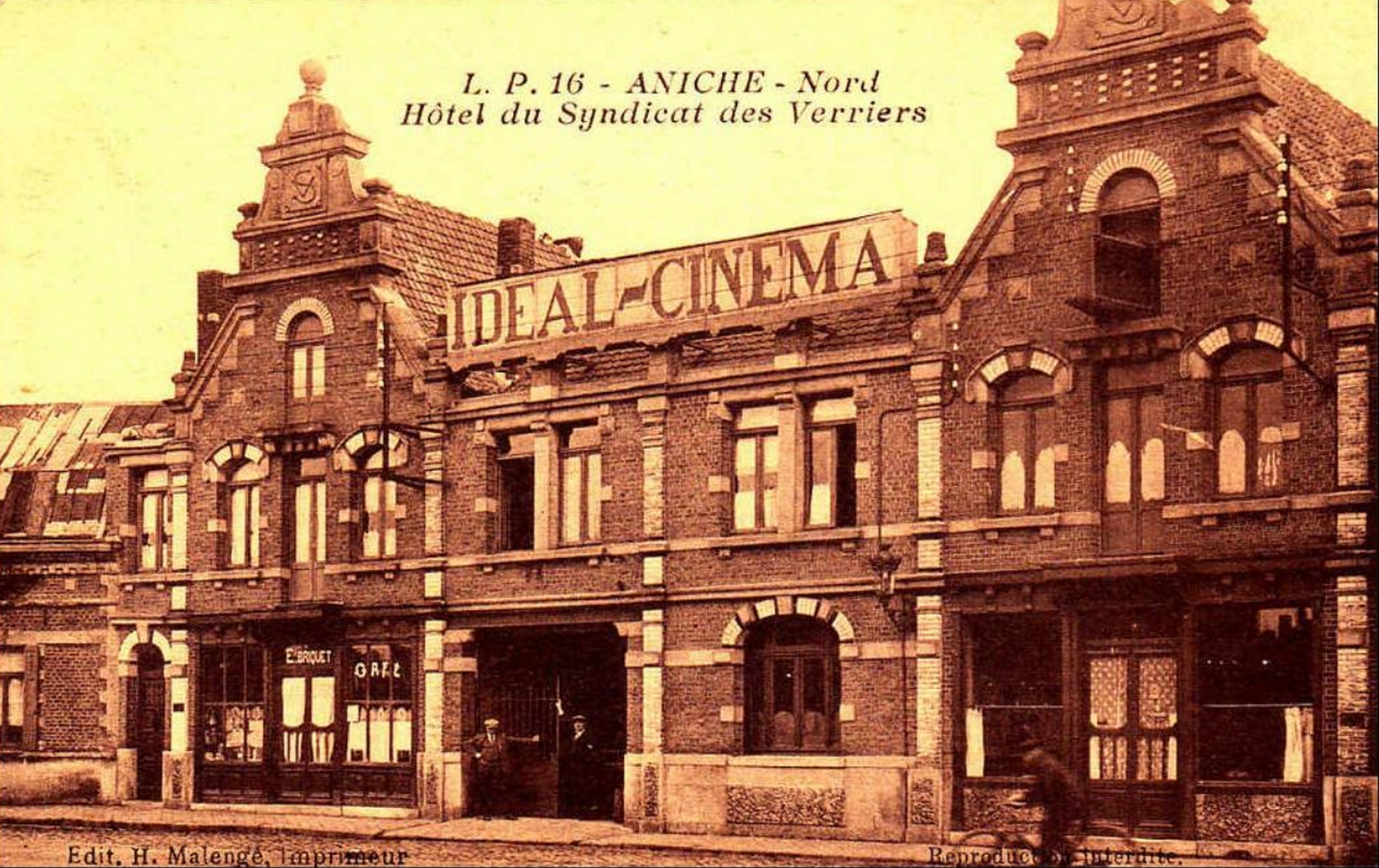
Hotelul Sindicatului Sticlarilor, Aniche, Franța

O coaliție se formează atunci când două sau mai multe persoane sau grupuri colaborează temporar pentru a atinge un scop comun. Termenul este folosit cel mai frecvent pentru a desemna o formă de organizare a puterii în domeniile politic, militar sau economic.

## Formare
Adesea, coalițiile apar ca răspunsuri neplanificate la situații de pericol, incertitudine sau evenimente excepționale, având obiective provizorii. Potrivit ghidului A Guide for Political Parties, publicat de National Democratic Institute și Oslo Center for Peace and Human Rights, formarea unei coaliții presupune cinci etape:
1. Prima etapă constă în elaborarea unei strategii care să pregătească partidul pentru negocieri de succes. Cu cât un partid investește mai mult în această etapă, cu atât este mai probabil să identifice parteneri strategici, să obțină un acord favorabil și să evite greșelile comune în procesul de formare a unei coaliții.
2. Pe baza strategiilor proprii, partidele se reunesc pentru a negocia și a ajunge la un acord asupra termenilor coaliției. În funcție de context și obiective, negocierile pot fi complet secrete sau parțial publice. Unele aspecte pot fi convenite ușor, în timp ce altele pot fi mai sensibile și necesită compromisuri și abordări variate.
3. După încheierea negocierilor, acordul între partide trebuie oficializat. Această etapă presupune redactarea finală a acordului scris, aprobarea sa formală de către structurile interne ale partidelor membre și anunțarea publică a detaliilor coaliției.
4. Odată ce partenerii încep implementarea acordului, este esențială menținerea unor relații bune prin consolidarea încrederii și a comunicării. Fiecare partid trebuie să găsească un echilibru între respectarea angajamentelor din coaliție și menținerea propriei identități.
5. Indiferent dacă un partid intenționează să continue pe cont propriu sau într-o altă coaliție, este important să analizeze și să documenteze lecțiile învățate. Această analiză ajută la înțelegerea impactului pozitiv și negativ al experienței și oferă învățăminte utile pentru viitoare formări de coaliții.Spre deosebire de alianțe, coalițiile pot fi considerate parteneriate între inegali, deoarece influența fiecărui membru este determinată de puterea sa relativă (politică, economică sau militară) și de gradul de angajament față de coaliție.[6][7]

## Funcționare
Coalițiile pot fi clasificate ca interne sau externe. Coalițiile interne sunt formate din persoane care fac deja parte dintr-o organizație, cum ar fi un loc de muncă. De exemplu, un sindicat este un tip de coaliție format pentru a reprezenta salariile, beneficiile și condițiile de muncă ale angajaților. Fără această unitate între angajați, lucrătorii pot fi supuși unor condiții de muncă dure și unor salarii mici, din cauza lipsei unor reglementări practice. Adesea, organizațiile preferă să se consulte cu membrii propriilor coaliții interne înainte de a implementa schimbări la locul de muncă, pentru a asigura sprijinul acestora.
Prin contrast, coalițiile externe sunt formate din persoane care aparțin unor organizații diferite și care își coordonează eforturile pentru a atinge un obiectiv comun. Coalițiile externe își bazează încrederea în câștigarea credibilității pe atragerea unor parteneri neașteptați care urmăresc același scop final, chiar dacă motivele lor pentru atingerea acestuia pot fi diferite. Un exemplu de coaliție externă în România este Coaliția pentru Familie, o platformă civică formată din zeci de organizații nonguvernamentale, fără apartenență politică sau confesională comună, care s-au unit pentru promovarea valorilor familiei tradiționale. Coaliția a devenit cunoscută publicului larg în urma inițiativei cetățenești din 2015–2016, prin care a propus revizuirea Constituției României pentru a defini explicit căsătoria ca uniunea dintre un bărbat și o femeie. Campania a reunit peste 3 milioane de semnături și a condus la organizarea referendumului constituțional din 2018.

## Utilizare

### Guvern și politică
Guvernul de coaliție este o alternativă la guvernul majoritar, specific sistemelor electorale de tip câștigătorul ia totul (engleză first past the post), unde este o distincție clară între învingători și învinși.
În regimurile parlamentare, coalițiile între partide pot forma guverne atunci când niciun partid nu obține majoritatea absolută. În astfel de situații, componența guvernului este adesea rezultatul negocierilor între partide și depinde de echilibrul de putere dintre ele și de existența unui partid dominant.
Coalițiile pot semăna cu grupurile parlamentare, însă există și coaliții fluide, care se formează ad-hoc pentru fiecare vot. Acestea sunt întâlnite, de exemplu, în Parlamentul European și în parlamentul Elveției, unde majoritățile se constituie în funcție de subiectul legislativ.

### Relații internaționale

În relații internaționale, o coaliție este colaborarea temporară a două sau mai multe entități distincte cu un scop precis și un obiectiv comun. O coaliție poate fi un grup ad-hoc de națiuni unite în jurul unui scop specific.
Existența unei amenințări sau oportunități comune determină apariția coaliției și oferă fiecărei părți implicate un motiv clar de a coopera, ceea ce explică caracterul adesea temporar al coalițiilor. Astfel de procese colaborative permit actorilor implicați să urmărească un obiectiv comun sau să îndeplinească împreună o sarcină. Comportamentul și dinamica coalițiilor internaționale sunt influențate de asemănările și diferențele dintre grupurile implicate. Factori precum raționalitatea, dinamica de grup și genul pot influența comportamentul coalitiv în cadrul securității internaționale.

### Economie
Agenții economici pot forma coaliții. Când o coaliție se formează în jurul unor scopuri economice, raționamentul este financiar. În economie, coalițiile pot apărea între sectoare opuse (de exemplu între cumpărători și vânzători) care colaborează temporar pentru atingerea unui obiectiv comun. Un exemplu este acordul din 1997 dintre Microsoft și Apple, în care Microsoft a salvat Apple (aflată în dificultate la acel moment) printr-o injecție de capital de 150 de milioane de dolari.
Sindicatele pot fi privite ca fiind coaliții ale muncitorilor, de obicei din același sector. Când agenții economici sunt state, formarea unui trat international (precum un acord comercial sau ecologic) poate fi interpretată ca o coaliție. În economie, formarea și stabilitatea coalițiilor sunt analizate în principal prin teoria jocurilor.

### Societatea civilă
În societatea civilă, o coaliție denotă un efort colectiv sau o mobilizare a unei populații unite de o convingere comună. Termenul este folosit și pentru a desemna alianțele dintre organizații ale societății civile, cum ar fi sindicatele, organizațiile comunitare sau instituțiile religioase. În Franța, de exemplu, lucrători din diverse sectoare și sindicate se unesc pentru a transmite un mesaj comun. Această coaliție sindicală este adesea eficientă, deoarece poate produce perturbări semnificative la nivel național. 
Grupurile activiste din societatea civilă sunt și ele considerate coaliții dedicate unei cauze, iar membrii lor sunt uniți de convingerea comună în ceea ce doresc să realizeze. Multe dintre aceste grupuri cetățenești private formează organizații, cum ar fi Coaliția Creștină, care este cel mai mare grup politic de bază din SUA.

### Militar

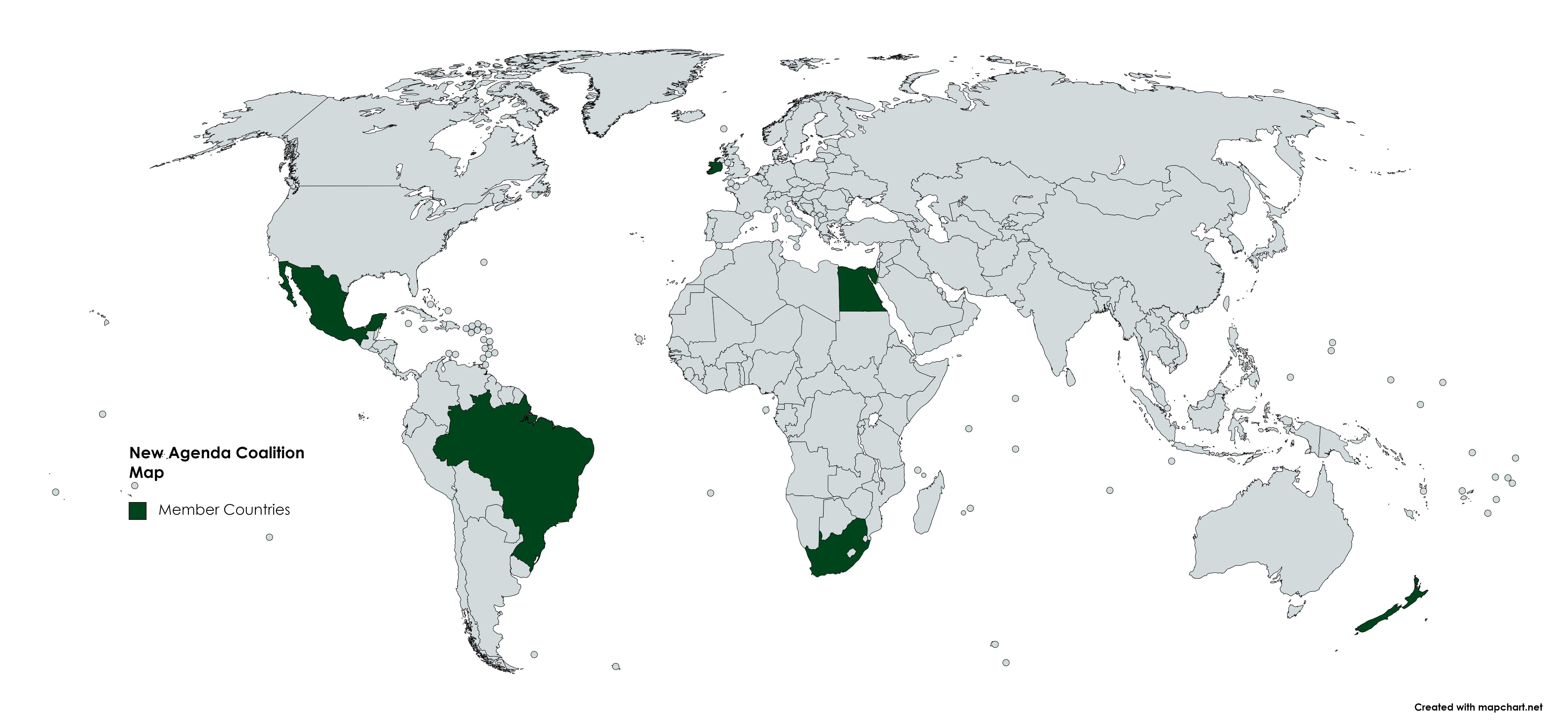
Harta statelor membre ale Coaliției Noua Agendă

Coalițiile militare pot fi formate și unite sub o singură conducere de către mai multe state și guverne. Acestea sunt flexibile din punct de vedere al componenței: un stat nu trebuie să fi fost un aliat tradițional pentru a se alătura unei coaliții, iar participarea sa poate varia: un stat poate adera, își poate modifica contribuția sau condițiile, se poate retrage ori poate fi înlocuit de altul, în funcție de evoluția situației sau de schimbările din agenda națională.
Un aspect esențial al coalițiilor militare este extinderea resurselor disponibile pentru membrii lor, în vederea desfășurării de operațiuni. În multe cazuri, războiul în cadrul unei coaliții este mai ușor de câștigat decât obținerea păcii ulterioare. Un exemplu este conferința de pace de la Versailles din 1919, când puterile aliate au încercat să stabilească un acord de pace după Primul Război Mondial.
Pentru ca o coaliție să fie eficientă, este adesea necesară existența unei amenințări comune majore fie la adresa libertății, a modului de viață, a intereselor naționale vitale, fie întruchipată de o figură despotică sau un regim perceput ca destabilizator pentru regiune sau pentru ordinea mondială.